# Gobernación de Podlaquia
La gobernación de Podlaquia (en ruso: Подляcская губерния; en polaco: gubernia podlaska) era una unidad administrativa (una gubernia) del Zarato de Polonia.
Fue creada en 1837 a partir del voivodato de Podlaquia; su capital era Siedlce. En 1844 esta se fusionó con la gobernación de Lublin; en 1867  fue recreada como la gobernación de Siedlce.